# Stefan Ilsanker
Stefan Ilsanker (Hallein, 18 maggio 1989) è un ex calciatore e giocatore di football americano austriaco, di ruolo centrocampista e kicker.

## Biografia
È il figlio di Herbert, anch'egli calciatore.

## Carriera

### Club
Ha iniziato la sua carriera nel 1996 nelle giovanili del 1. Halleiner SK, ha poi giocato per il Hallein 04 e per il Salisburgo, nel cui settore giovanile si è formato dal 2001 al 2007. Nella sua prima stagione da professionista, in Erste Liga con il Red Bull Juniors (2007-2008) ha collezionato 26 presenze e 2 gol. Nella stagione successiva chiude con 23 partite e 0 gol. Il 4 aprile 2009 è stato convocato per la prima volta dalla prima squadra, sedendo in panchina senza essere utilizzato.
Nella stagione 2009-2010 ha causato due infortuni nella seconda partita di campionato con la squadra riserve a causa di ripetuti falli ed è stato anche espulso. Al 52' di Salisburgo-Vorwärts Steyr (7-1), partita valida per la coppa d'Austria, ha sostituito Thomas Augustinussen debuttando in prima squadra. Il 25 agosto 2009 debutta in Champions League, nella partita dei preliminari contro il Maccabi Haifa, venendo poi sostituito per infortunio da Saša Ilić.
Nell'estate del 2010 è passato al Mattersburg.
Dopo due stagioni nel Burgenland, è tornato al Salisburgo nell'estate 2012. Ha debuttato con la prima squadra il 21 luglio 2012 nella vittoria esterna contro lo Sturm Graz per 2-0 in cui è stato espulso per somma di ammonizioni al 56' minuto. Ha siglato il suo primo gol con il Salisburgo il 14 luglio 2013 nella partita vinta fuori casa in coppa d'Austria contro l'Union St. Florian per 9-0, mentre in campionato il suo primo gol l'ha siglato il 19 ottobre 2013 nella vittoria in casa per 6-0 contro il Wacker Innsbruck. Con i bullen ha conquistato il double campionato-coppa nella stagione 2013-2014.
Nel 2015 si trasferisce al RB Lipsia nella seconda serie tedesca, con cui arriva a giocare in Bundesliga e nelle coppe europee.
Il 31 gennaio 2020 viene ceduto all'Eintracht Francoforte.
Alla fine della stagione 2021-2022, conclusasi con la vittoria dell'Europa League, il giocatore va in scadenza di contratto con l'Eintracht da cui viene svincolato, e si trasferisce nel giugno 2022 al Genoa a titolo definitivo.

### Nazionale
Con la nazionale Under-17 ha giocato 4 partite senza trovare il gol. Conta anche 3 presenze nella nazionale Under-18, 11 partite con l'Under-19, 2 presenze per l'Under-20 e 4 per l'Under-21.
Debutta con la nazionale maggiore il 30 maggio 2014 nell'amichevole pareggiata in casa per 1-1 contro l'Islanda. Viene convocato per gli Europei 2016 in Francia, così come anche per l'Europeo 2020.

### Football americano
Dopo il ritiro dal calcio è passato a giocare a football americano nei Salzburg Ducks.

## Statistiche

### Presenze e reti nei club
Statistiche aggiornate al 7 settembre 2023
| Stagione                     | Squadra                      | Campionato                   | Campionato | Campionato | Coppe nazionali | Coppe nazionali | Coppe nazionali | Coppe continentali | Coppe continentali | Coppe continentali | Altre coppe | Altre coppe | Altre coppe | Totale | Totale |
| Stagione                     | Squadra                      | Comp                         | Pres       | Reti       | Comp            | Pres            | Reti            | Comp               | Pres               | Reti               | Comp        | Pres        | Reti        | Pres   | Reti   |
| ---------------------------- | ---------------------------- | ---------------------------- | ---------- | ---------- | --------------- | --------------- | --------------- | ------------------ | ------------------ | ------------------ | ----------- | ----------- | ----------- | ------ | ------ |
| 2007-2008                    | Salisburgo II                | EL                           | 26         | 2          | -               | -               | -               | -                  | -                  | -                  | -           | -           | -           | 26     | 2      |
| 2008-2009                    | Salisburgo II                | EL                           | 23         | 0          | CA              | 1               | 0               | -                  | -                  | -                  | -           | -           | -           | 24     | 0      |
| 2009-2010                    | Salisburgo II                | EL                           | 27         | 2          | CA              | 2               | 0               | UCL                | 1                  | 0                  | -           | -           | -           | 30     | 2      |
| Totale Salisburgo II         | Totale Salisburgo II         | Totale Salisburgo II         | 76         | 4          |                 | 3               | 0               |                    | 1                  | 0                  |             | -           | -           | 80     | 4      |
| 2010-2011                    | Mattersburg                  | BL                           | 26         | 0          | CA              | 4               | 0               | -                  | -                  | -                  | -           | -           | -           | 30     | 0      |
| 2011-2012                    | Mattersburg                  | BL                           | 24         | 0          | CA              | 2               | 0               | -                  | -                  | -                  | -           | -           | -           | 26     | 0      |
| Totale Mattersburg           | Totale Mattersburg           | Totale Mattersburg           | 50         | 0          |                 | 6               | 0               |                    | -                  | -                  |             | -           | -           | 56     | 0      |
| 2012-2013                    | Salisburgo                   | BL                           | 26         | 0          | CA              | 4               | 0               | UCL                | 1                  | 0                  | -           | -           | -           | 31     | 0      |
| 2013-2014                    | Salisburgo                   | BL                           | 32         | 4          | CA              | 6               | 1               | UCL+UEL            | 2+9                | 0                  | -           | -           | -           | 49     | 5      |
| 2014-2015                    | Salisburgo                   | BL                           | 31         | 0          | CA              | 5               | 0               | UCL+UEL            | 3+6                | 0                  | -           | -           | -           | 45     | 0      |
| Totale Salisburgo            | Totale Salisburgo            | Totale Salisburgo            | 89         | 4          |                 | 15              | 1               |                    | 21                 | 0                  |             | -           | -           | 125    | 5      |
| 2015-2016                    | RB Lipsia                    | BL                           | 26         | 1          | CG              | 2               | 0               | -                  | -                  | -                  | -           | -           | -           | 28     | 1      |
| 2016-2017                    | RB Lipsia                    | BL                           | 33         | 0          | CG              | 1               | 0               | -                  | -                  | -                  | -           | -           | -           | 34     | 0      |
| 2017-2018                    | RB Lipsia                    | BL                           | 21         | 0          | CG              | 1               | 0               | UCL+UEL            | 3+3                | 0                  | -           | -           | -           | 28     | 0      |
| 2018-2019                    | RB Lipsia                    | BL                           | 19         | 0          | CG              | 4               | 0               | UEL                | 11                 | 0                  | -           | -           | -           | 34     | 0      |
| 2019-gen.2020                | RB Lipsia                    | BL                           | 6          | 0          | CG              | 1               | 0               | UCL                | -                  | -                  | -           | -           | -           | 7      | 0      |
| Totale RB Lipsia             | Totale RB Lipsia             | Totale RB Lipsia             | 105        | 1          |                 | 9               | 0               |                    | 17                 | 0                  |             | -           | -           | 131    | 1      |
| gen.- giu.2020               | Eintracht Francoforte        | BL                           | 12         | 2          | CG              | 2               | 0               | UEL                | 4                  | 0                  | -           | -           | -           | 18     | 2      |
| 2020-2021                    | Eintracht Francoforte        | BL                           | 27         | 1          | CG              | 2               | 0               | -                  | -                  | -                  | -           | -           | -           | 29     | 1      |
| 2021-2022                    | Eintracht Francoforte        | BL                           | 12         | 0          | CG              | 0               | 0               | UEL                | 2                  | 0                  | -           | -           | -           | 14     | 0      |
| Totale Eintracht Francoforte | Totale Eintracht Francoforte | Totale Eintracht Francoforte | 51         | 3          |                 | 4               | 0               |                    | 6                  | 0                  |             | -           | -           | 61     | 3      |
| 2022-2023                    | Genoa                        | B                            | 16         | 0          | CI              | 0               | 0               | -                  | -                  | -                  | -           | -           | -           | 16     | 0      |
| Totale carriera              | Totale carriera              | Totale carriera              | 387        | 12         |                 | 37              | 1               |                    | 55                 | 0                  |             | -           | -           | 479    | 13     |

### Cronologia presenze e reti in nazionale
| Cronologia completa delle presenze e delle reti in nazionale ― Austria | Cronologia completa delle presenze e delle reti in nazionale ― Austria | Cronologia completa delle presenze e delle reti in nazionale ― Austria | Cronologia completa delle presenze e delle reti in nazionale ― Austria | Cronologia completa delle presenze e delle reti in nazionale ― Austria | Cronologia completa delle presenze e delle reti in nazionale ― Austria | Cronologia completa delle presenze e delle reti in nazionale ― Austria | Cronologia completa delle presenze e delle reti in nazionale ― Austria |
| Data                                                                   | Città                                                                  | In casa                                                                | Risultato                                                              | Ospiti                                                                 | Competizione                                                           | Reti                                                                   | Note                                                                   |
| ---------------------------------------------------------------------- | ---------------------------------------------------------------------- | ---------------------------------------------------------------------- | ---------------------------------------------------------------------- | ---------------------------------------------------------------------- | ---------------------------------------------------------------------- | ---------------------------------------------------------------------- | ---------------------------------------------------------------------- |
| 30-5-2014                                                              | Innsbruck                                                              | Austria                                                                | 1 – 1                                                                  | Islanda                                                                | Amichevole                                                             | -                                                                      | 58’                                                                    |
| 3-6-2014                                                               | Olomouc                                                                | Rep. Ceca                                                              | 1 – 2                                                                  | Austria                                                                | Amichevole                                                             | -                                                                      | 89’                                                                    |
| 9-10-2014                                                              | Chișinău                                                               | Moldavia                                                               | 1 – 2                                                                  | Austria                                                                | Qual. Euro 2016                                                        | -                                                                      | 86’                                                                    |
| 12-10-2014                                                             | Vienna                                                                 | Austria                                                                | 1 – 0                                                                  | Montenegro                                                             | Qual. Euro 2016                                                        | -                                                                      | 77’                                                                    |
| 15-11-2014                                                             | Vienna                                                                 | Austria                                                                | 1 – 0                                                                  | Russia                                                                 | Qual. Euro 2016                                                        | -                                                                      |                                                                        |
| 18-11-2014                                                             | Vienna                                                                 | Austria                                                                | 1 – 2                                                                  | Brasile                                                                | Amichevole                                                             | -                                                                      |                                                                        |
| 31-3-2015                                                              | Vienna                                                                 | Austria                                                                | 1 – 1                                                                  | Bosnia ed Erzegovina                                                   | Amichevole                                                             | -                                                                      | 46’                                                                    |
| 14-6-2015                                                              | Mosca                                                                  | Russia                                                                 | 0 – 1                                                                  | Austria                                                                | Qual. Euro 2016                                                        | -                                                                      |                                                                        |
| 5-9-2015                                                               | Vienna                                                                 | Austria                                                                | 1 – 0                                                                  | Moldavia                                                               | Qual. Euro 2016                                                        | -                                                                      | 90+2’                                                                  |
| 8-9-2015                                                               | Solna                                                                  | Svezia                                                                 | 1 – 4                                                                  | Austria                                                                | Qual. Euro 2016                                                        | -                                                                      | 84’ 90’                                                                |
| 12-10-2015                                                             | Vienna                                                                 | Austria                                                                | 3 – 0                                                                  | Liechtenstein                                                          | Qual. Euro 2016                                                        | -                                                                      | 71’                                                                    |
| 17-11-2015                                                             | Vienna                                                                 | Austria                                                                | 1 – 2                                                                  | Svizzera                                                               | Amichevole                                                             | -                                                                      | 46’                                                                    |
| 26-3-2016                                                              | Vienna                                                                 | Austria                                                                | 2 – 1                                                                  | Albania                                                                | Amichevole                                                             | -                                                                      | 76’                                                                    |
| 29-3-2016                                                              | Vienna                                                                 | Austria                                                                | 1 – 2                                                                  | Turchia                                                                | Amichevole                                                             | -                                                                      | 86’                                                                    |
| 31-5-2016                                                              | Klagenfurt am Wörthersee                                               | Austria                                                                | 2 – 1                                                                  | Malta                                                                  | Amichevole                                                             | -                                                                      | 46’                                                                    |
| 4-6-2016                                                               | Vienna                                                                 | Austria                                                                | 0 – 2                                                                  | Paesi Bassi                                                            | Amichevole                                                             | -                                                                      | 90’                                                                    |
| 18-6-2016                                                              | Parigi                                                                 | Portogallo                                                             | 0 – 0                                                                  | Austria                                                                | Euro 2016 - 1º turno                                                   | -                                                                      | 87’                                                                    |
| 22-6-2016                                                              | Saint-Denis                                                            | Islanda                                                                | 2 – 1                                                                  | Austria                                                                | Euro 2016 - 1º turno                                                   | -                                                                      | 46’                                                                    |
| 9-10-2016                                                              | Belgrado                                                               | Serbia                                                                 | 3 – 2                                                                  | Austria                                                                | Qual. Mondiali 2018                                                    | -                                                                      | 58’ 77’                                                                |
| 12-11-2016                                                             | Vienna                                                                 | Austria                                                                | 0 – 1                                                                  | Irlanda                                                                | Qual. Mondiali 2018                                                    | -                                                                      | 78’                                                                    |
| 15-11-2016                                                             | Vienna                                                                 | Austria                                                                | 0 – 0                                                                  | Slovacchia                                                             | Amichevole                                                             | -                                                                      | 46’                                                                    |
| 24-3-2017                                                              | Vienna                                                                 | Austria                                                                | 2 – 0                                                                  | Moldavia                                                               | Qual. Mondiali 2018                                                    | -                                                                      | 88’                                                                    |
| 28-3-2017                                                              | Innsbruck                                                              | Austria                                                                | 0 – 0                                                                  | Finlandia                                                              | Amichevole                                                             | -                                                                      | 81’                                                                    |
| 2-9-2017                                                               | Cardiff                                                                | Galles                                                                 | 1 – 0                                                                  | Austria                                                                | Qual. Mondiali 2018                                                    | -                                                                      |                                                                        |
| 5-9-2017                                                               | Vienna                                                                 | Austria                                                                | 1 – 1                                                                  | Georgia                                                                | Qual. Mondiali 2018                                                    | -                                                                      | 80’                                                                    |
| 6-10-2017                                                              | Vienna                                                                 | Austria                                                                | 3 – 2                                                                  | Serbia                                                                 | Qual. Mondiali 2018                                                    | -                                                                      | 44’                                                                    |
| 23-3-2018                                                              | Klagenfurt am Wörthersee                                               | Austria                                                                | 3 – 0                                                                  | Slovenia                                                               | Amichevole                                                             | -                                                                      |                                                                        |
| 30-5-2018                                                              | Innsbruck                                                              | Austria                                                                | 1 – 0                                                                  | Russia                                                                 | Amichevole                                                             | -                                                                      |                                                                        |
| 2-6-2018                                                               | Klagenfurt am Wörthersee                                               | Austria                                                                | 2 – 1                                                                  | Germania                                                               | Amichevole                                                             | -                                                                      | 79’                                                                    |
| 6-9-2018                                                               | Vienna                                                                 | Austria                                                                | 2 – 0                                                                  | Svezia                                                                 | Amichevole                                                             | -                                                                      |                                                                        |
| 11-9-2018                                                              | Zenica                                                                 | Bosnia ed Erzegovina                                                   | 1 – 0                                                                  | Austria                                                                | UEFA Nations League 2018-2019 - 1º turno                               | -                                                                      | 86’                                                                    |
| 12-10-2018                                                             | Vienna                                                                 | Austria                                                                | 1 – 0                                                                  | Irlanda del Nord                                                       | UEFA Nations League 2018-2019 - 1º turno                               | -                                                                      |                                                                        |
| 16-10-2018                                                             | Herning                                                                | Danimarca                                                              | 2 – 0                                                                  | Austria                                                                | Amichevole                                                             | -                                                                      | 37’                                                                    |
| 18-11-2018                                                             | Belfast                                                                | Irlanda del Nord                                                       | 1 – 2                                                                  | Austria                                                                | UEFA Nations League 2018-2019 - 1º turno                               | -                                                                      | 46’                                                                    |
| 7-6-2019                                                               | Vienna                                                                 | Austria                                                                | 1 – 0                                                                  | Slovenia                                                               | Qual. Euro 2020                                                        | -                                                                      | 82’                                                                    |
| 10-6-2019                                                              | Skopje                                                                 | Macedonia del Nord                                                     | 1 – 4                                                                  | Austria                                                                | Qual. Euro 2020                                                        | -                                                                      |                                                                        |
| 6-9-2019                                                               | Salisburgo                                                             | Austria                                                                | 6 – 0                                                                  | Lettonia                                                               | Qual. Euro 2020                                                        | -                                                                      | 75’                                                                    |
| 9-9-2019                                                               | Varsavia                                                               | Polonia                                                                | 0 – 0                                                                  | Austria                                                                | Qual. Euro 2020                                                        | -                                                                      | 77’                                                                    |
| 10-10-2019                                                             | Vienna                                                                 | Austria                                                                | 3 – 1                                                                  | Israele                                                                | Qual. Euro 2020                                                        | -                                                                      |                                                                        |
| 13-10-2019                                                             | Lubiana                                                                | Slovenia                                                               | 0 – 1                                                                  | Austria                                                                | Qual. Euro 2020                                                        | -                                                                      |                                                                        |
| 16-11-2019                                                             | Vienna                                                                 | Austria                                                                | 2 – 1                                                                  | Macedonia del Nord                                                     | Qual. Euro 2020                                                        | -                                                                      | 90’                                                                    |
| 19-11-2019                                                             | Riga                                                                   | Lettonia                                                               | 1 – 0                                                                  | Austria                                                                | Qual. Euro 2020                                                        | -                                                                      | 55’ 77’                                                                |
| 4-9-2020                                                               | Oslo                                                                   | Norvegia                                                               | 1 – 2                                                                  | Austria                                                                | UEFA Nations League 2020-2021 - 1º turno                               | -                                                                      |                                                                        |
| 7-10-2020                                                              | Klagenfurt am Wörthersee                                               | Austria                                                                | 2 – 1                                                                  | Grecia                                                                 | Amichevole                                                             | -                                                                      |                                                                        |
| 11-10-2020                                                             | Belfast                                                                | Irlanda del Nord                                                       | 0 – 1                                                                  | Austria                                                                | UEFA Nations League 2020-2021 - 1º turno                               | -                                                                      |                                                                        |
| 14-10-2020                                                             | Ploiești                                                               | Romania                                                                | 0 – 1                                                                  | Austria                                                                | UEFA Nations League 2020-2021 - 1º turno                               | -                                                                      |                                                                        |
| 15-11-2020                                                             | Vienna                                                                 | Austria                                                                | 2 – 1                                                                  | Irlanda del Nord                                                       | UEFA Nations League 2020-2021 - 1º turno                               | -                                                                      |                                                                        |
| 18-11-2020                                                             | Vienna                                                                 | Austria                                                                | 1 – 1                                                                  | Norvegia                                                               | UEFA Nations League 2020-2021 - 1º turno                               | -                                                                      | 17’ 81’                                                                |
| 25-3-2021                                                              | Glasgow                                                                | Scozia                                                                 | 2 – 2                                                                  | Austria                                                                | Qual. Mondiali 2022                                                    | -                                                                      | 90+1’                                                                  |
| 31-3-2021                                                              | Vienna                                                                 | Austria                                                                | 0 – 4                                                                  | Danimarca                                                              | Qual. Mondiali 2022                                                    | -                                                                      | 65’                                                                    |
| 6-6-2021                                                               | Vienna                                                                 | Austria                                                                | 0 – 0                                                                  | Slovacchia                                                             | Amichevole                                                             | -                                                                      | 54’                                                                    |
| 13-6-2021                                                              | Bucarest                                                               | Austria                                                                | 3 – 1                                                                  | Macedonia del Nord                                                     | Euro 2020 - 1º turno                                                   | -                                                                      | 90+4’                                                                  |
| 21-6-2021                                                              | Bucarest                                                               | Ucraina                                                                | 0 – 1                                                                  | Austria                                                                | Euro 2020 - 1º turno                                                   | -                                                                      | 72’                                                                    |
| 26-6-2021                                                              | Londra                                                                 | Italia                                                                 | 2 – 1 dts                                                              | Austria                                                                | Euro 2020 - Ottavi di finale                                           | -                                                                      | 114’                                                                   |
| 1-9-2021                                                               | Chișinău                                                               | Moldavia                                                               | 0 – 2                                                                  | Austria                                                                | Qual. Mondiali 2022                                                    | -                                                                      | 82’                                                                    |
| 4-9-2021                                                               | Haifa                                                                  | Israele                                                                | 5 – 2                                                                  | Austria                                                                | Qual. Mondiali 2022                                                    | -                                                                      | 79’                                                                    |
| 7-9-2021                                                               | Vienna                                                                 | Austria                                                                | 0 – 1                                                                  | Scozia                                                                 | Qual. Mondiali 2022                                                    | -                                                                      | 56’                                                                    |
| 9-10-2021                                                              | Tórshavn                                                               | Fær Øer                                                                | 0 – 2                                                                  | Austria                                                                | Qual. Mondiali 2022                                                    | -                                                                      |                                                                        |
| 12-10-2021                                                             | Copenaghen                                                             | Danimarca                                                              | 1 – 0                                                                  | Austria                                                                | Qual. Mondiali 2022                                                    | -                                                                      | 72’                                                                    |
| 15-11-2021                                                             | Klagenfurt am Wörthersee                                               | Austria                                                                | 4 – 1                                                                  | Moldavia                                                               | Qual. Mondiali 2022                                                    | -                                                                      | 72’                                                                    |
| 29-3-2022                                                              | Vienna                                                                 | Austria                                                                | 2 – 2                                                                  | Scozia                                                                 | Amichevole                                                             | -                                                                      | 74’                                                                    |
| Totale                                                                 |                                                                        | Presenze                                                               | 61                                                                     |                                                                        | Reti                                                                   | 0                                                                      |                                                                        |

## Palmarès

### Club

#### Competizioni nazionali
- Campionato austriaco: 2

Salisburgo: 2013-2014, 2014-2015
- Coppa d'Austria: 2

Salisburgo: 2013-2014, 2014-2015

#### Competizioni internazionali
- UEFA Europa League: 1

Eintracht Francoforte: 2021-2022